# Řád knížete Rwagasory
Řád knížete Rwagasory (francouzsky Ordre du Prince Rwagasore) bylo státní vyznamenání Království Burundi založené roku 1962. Udílen byl za zásluhy o nezávislost, posílení národní jednoty a zajištění integrity národa.

## Historie a pravidla udílení
Řád byl založen dne 1. července 1962 králem Mwambutsou IV. Pojmenován byl po jeho synovi, Louisi Rwagasorovi, jenž byl umírněným politikem vedoucím hnutí za nezávislost a jenž byl ještě před založením řádu roku 1961 zavražděn. V roce 1966 byl řád po pádu burundské monarchie zrušen. Udílen byl za zásluhy o nezávislost, posílení národní jednoty a zajištění integrity národa.

## Třídy
Řád byl udílen v pěti třídách a náležela k němu také medaile.
- velkostuha
- velkodůstojník
- komtur
- důstojník
- rytíř
- medaile

## Insignie
Řádový odznak má tvar tvar kříže s oble zakončenými rameny. Ramena kříže jsou pokryta černým smaltem a zlatě lemována. Kříž je položen na zlatém kotouči lemovaném věncem. Uprostřed kříže je zlatý kulatý medailon s podobiznou knížete Louise Rwagasora. Na zadní straně je v medailonu jeho monogram LR. Ke stuze je připojen pomocí jednoduchého kroužku.
Stuha je červená s oběma okraji lemovanými bílým pruhy.